# 奧克鎮區 (堪薩斯州史密斯縣)
奧克鎮區（英語：Oak Township）為美國堪薩斯州史密斯縣轄下的鎮區。2010年美国人口普查中該鎮區人口有285人。

## 地理
奧克鎮區涵蓋總面積為92.90平方（35.87平方英里）。

## 人口統計
根據2010年美國人口普查，奧克鎮區人口有285人，住房227戶，人口密度為3.07人/每平方公里。此鎮區居民之種族中，白人佔96.84%，非裔美國人佔0%，美洲原住民佔0.35%，亞裔美國人佔0.35%，太平洋島裔美國人佔0%，其他種族佔0%，混血種族則佔2.46%。而西班牙裔或拉丁裔美國人佔此鎮區人口的2.46%。

## 交通

### 主要公路
- 36號美國國道
- 281號美國國道
- 181號堪薩斯州州道